# Ülküspor
Ülküspor ist ein Fußballverein aus der westtürkischen Provinz Izmir. Der Verein gehört zu den Gründungsmitgliedern der 2. Liga und spielte dort mehrere Jahre lang.

## Geschichte

### Frühe Jahre
1914 wurde der Club als Türk Yurdu Spor Kulübü gegründet, 1946 änderte man den Namen auf Ülküspor ab. In der Saison 1956/57 wurde man Meister der İzmir Mahalli Lig und stieg damit in die İzmir 1. Lig auf. In der ersten Saison 1963/64 der zweiten Liga nahm Ülküspor teil und erreichte den sechsten Platz, auch im folgenden Jahr konnte ein gesicherter zehnter Platz erreicht werden. Ganz anders verlief dagegen die nachfolgende Saison, in der man als 13. Platz, dem letzten Platz, in die Relegation musste, wo man sich gegen Yeşildirek SK durchsetzen und somit die Klasse halten konnte. Die sportliche Talfahrt nahm jedoch unaufhaltsam ihren Lauf. Während man in den nächsten zwei Spielzeiten den Abstieg noch knapp verhindern konnte, musste Ülküspor nach Abschluss der Saison 1969/70 als letzter Platz endgültig den Gang in die 3. Liga antreten. Nach zwei Jahren 3. Liga musste man auch hier, wieder als letzter Platz, den Abstieg in der Saison 1971/72 hinnehmen. Ein letztes Mal 3. Liga spielte Ülküspor in der Saison 1977/78, und auch diesmal stieg der Verein ab.

### Neuzeit
Bis heute gelang Ülküspor nicht die Rückkehr in den Profisport, mittlerweile spielt der Club in den regionalen Amateurligen von Izmir. In der Saison 2015/16 spielte man in der İzmir Süper Amatör Lig (6. Liga), als letzter Platz und mit fünf Punkten stieg man in die 7. Liga ab.

## Ligazugehörigkeit
- 2. Liga: 1963–1970
- 3. Liga: 1970–1972, 1977–1978, 1984–1987
- Amatör Lig: 1956–1963, 1972–1977, 1978–1984, 1987–